# ببراعة (فلم)
ببراعة (بالإنجليزية: Like a Boss) فيلم كوميدي أمريكي أُصدرَ عام 2020 من إخراج ميغيل أرتيتا وتأليف سام بيتمان، آدم كول كيلي. و بطولة تيفاني هاديش، و روز بيرن، وسلمى حايك.

## ملخص قصة
تأتي المؤامرة بعد صديقين يحاولان السيطرة على شركة مستحضرات التجميل الخاصة بهما من عملاق صناعة.

## الممثلون
| روز بيرن         |
| تيفاني هاديش     |
| سلمى حايك        |
| جاكوب لاتيمور    |
| جينيفر كوليدج    |
| جيمي أو يانج     |
| جيسيكا سانت كلير |
| كاران سوني       |
| بيلي بورتر       |
| آري جرينور       |

## روابط خارجية
مقالات تستعمل روابط فنية بلا صلة مع ويكي بيانات